# Zhong Zong
Zhong Zong (26 novembre 656 – 3 luglio 710) è stato il quarto e il settimo imperatore cinese della dinastia Tang che governò brevemente nel 684 e di nuovo dal 705 al 710.
Nato con il nome di Li Xian, era il figlio di Gao Zong e dell'Imperatrice Wu. Succedette al padre nel 684. La madre tuttavia lo depose a favore del fratello minore Rui Zong. In seguito anche Rui Zong venne deposto e Wu assunse i pieni poteri.
Dopo una segregazione durata più di vent'anni, Zhong Zong venne coinvolto in un'aspra lotta per il potere all'interno della corte. L'imperatrice Wu e il nipote, Wu Sansi, governarono la corte con molta corruzione. Vendettero le cariche di monaco buddhista e le posizioni di corte e permisero la schiavitù dei bambini.
Alla fine succedette alla madre nel 705 e regnò fino al 710. Nel 710 l'imperatore Zhong Zong venne avvelenato a morte dalla sua consorte, l'Imperatrice Wei (韦皇后). L'imperatrice Wei quindi pose sul trono il figlio sedicenne perché diventasse l'imperatore Shao Di, affinché assumesse il controllo della nazione. Li Longji (李隆基), nipote di Zhong Zong, figlio di Rui Zong, progettò un colpo di Stato con la zia Tai Ping (太平公主) e sovvertirono il regime dell'imperatrice Wei (la principessa Tai Ping disse al giovane imperatore:" non ti dovrai sedere sullo scranno dell'imperatore"). Li Dan, padre di Li Longji e fratello più vecchio della principessa Tai Ping, venne incoronato come Rui Zong (唐睿宗).